# La Créole
La Créole è un'opéra comique in tre atti del 1875 con musiche di Jacques Offenbach, su libretto francese di Albert Millaud con materiale aggiuntivo di Henri Meilhac. Fu una delle tre opere teatrali di lunghezza standard scritte quasi contemporaneamente quell'anno, le altre erano La Boulangère a des écus e Le Voyage dans la lune.

## Storia delle esecuzioni
La Créole fu presentata in anteprima al Théâtre des Bouffes-Parisiens, Salle Choiseul, a Parigi. I costumi furono disegnati da Alfred Grévin. Anche se andò in scena per oltre sessanta spettacoli, fu accolta piuttosto freddamente, a causa della sua trama inconsistente e non fu più ripresa.
Il lavoro fu anche eseguito in tedesco al Theater an der Wien di Vienna e di Berlino nel 1876 (con il nome Die Creolin), in polacco a Lemberg lo stesso anno, a Londra e Bruxelles nel 1877 e in spagnolo in Messico nel 1885. Adattato come The Commodore as a vehicle per Violet Cameron, il lavoro fu visto a Londra e New York nel 1886.
Un rilancio al Théâtre Marigny con Joséphine Baker nel ruolo della protagonista fu prodotto il 17 dicembre 1934, con il libretto rinnovato da Albert Willemetz e alcune modifiche alla musica.
Più recentemente La Créole è stata ripresa dal 13 al 18 gennaio 2009 presso l'Atelier Lyrique de Tourcoing, diretta da Jean-Claude Malgoire e da novembre 2013 a gennaio 2014 presso l'Espace Pierre Cardin dall'associazione no profit Tréteaux Lyriques.
La radio francese eseguì l'opera nel 1961, diretta da Marcel Cariven. È disponibile sull'etichetta Malibran. Estratti sono comparsi sulle antologie Offenbach au menu e Entre Nous.

## Ruoli

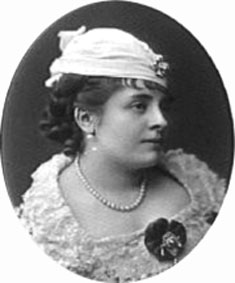
Anna Judic nei panni di Dora; foto di Nadar

| Ruolo                                             | Registro vocale | Cast della prima, 3 novembre 1875, (Direttore: Jacques Offenbach) |
| ------------------------------------------------- | --------------- | ----------------------------------------------------------------- |
| Dora, figlia del governatore di Guadeloupe        | mezzosoprano    | Anna Judic                                                        |
| René de Feuilles-Mortes                           | soprano         | Anna Van Ghell                                                    |
| Antoinette                                        | soprano         | Luce Couturier                                                    |
| Damigelle d'onore                                 | soprano         | Soll and Morena                                                   |
| Le Commandant de Feuilles-Mortes                  | baritono        | Daubray                                                           |
| Monsieur de Frontignac                            | tenore          | Henri Vanderjeught 'Cooper'                                       |
| Saint-Chamas, ufficiale sulla nave del comandante | baritono        | Lucien Fugère                                                     |
| Notaries                                          | baritono        | Homerville and Pescheux                                           |
| Mariai, Donne, Damigelle                          |                 |                                                                   |

## Trama
Luogo: La Rochelle

Epoca: 1685

### Atto 1
In procinto di partire per un nuovo viaggio, il capitano di mare Adhémar de Feuilles-Mortes ha in programma di organizzare il matrimonio della sua pupilla Antoinette con suo nipote René. Sfortunatamente Antoinette non è innamorata di René; il suo amore è l'amico di René, il giovane avvocato Frontignac. Allo stesso modo, René, un moschettiere che viaggia tra un exploit e l'altro, è disperato nel rivedere una ragazza creola che aveva incontrato mentre era in Guadalupa. Ma nonostante ciò, lo zio Adhémar insiste. Ma l'ammiraglio convoca il comandante in mare e non appena esce dal porto e dalla vista - presumibilmente per un paio d'anni - Antoinette, in combutta con René, sposa il suo innamorato Frontignac.

### Atto 2
Sei mesi dopo il comandante ritorna dalla Guadalupa con una nuova pupilla che intende per Frontignac. Questa nuova pupilla è Dora, la creola che René voleva sposare. Quindi, per evitare di rivelare la verità Antoinette e René fingono di essere sposati, mentre Frontignac rende omaggio alla bellissima creola. Ma Frontignac si lascia sorprendere in un tête-à-tête con sua moglie, mentre René riesce finalmente a convincere Dora che non è stata ingannata e che lui la ama ancora; quindi giura il suo amore per lui. Il comandante tenta di unire Frontignac e Dora ma lei rifiuta. Proprio allora suonano tre canoni e arriva un nuovo ordine per lui di tornare in mare. Se ne va, portando con sé tutti i giovani e tutti, compresi i notai, partono.

### Atto 3
A bordo della nave: il comandante ha ricevuto una lettera di René Duguay-Trouin che deve essere aperta solo ad un certo punto in mare. Quando il comandante viene cullato dal sonno da una ninnananna, i giovani riescono a procurarsi la lettera e gliela restituiscono solo quando accetta di consentire che René sposi Dora. Con un nuovo contratto di matrimonio firmato, la situazione finisce con soddisfazione di tutti.